# Streithorst
Streithorst ist ein Ortsteil der Gemeinde Bohmte, nördlich von Hunteburg, im Osten des Landkreises Osnabrück in Niedersachsen. Östlich in geringer Entfernung fließt die Hunte. 1,5 km entfernt östlich verläuft die Landesgrenze zu Nordrhein-Westfalen.
Der Rittersitz Streithorst war Stammsitz eines gleichnamigen Geschlechts, das 1304 zuerst urkundlich erwähnt wird. 1656 erwarb Clamor Eberhard von dem Bussche das Rittergut. Das alte Streithorster Burghaus, ein einstöckiger schlichter Bau, wurde 1862 abgebrochen. Aus dessen Steinen und denen des ebenfalls niedergelegten Schweger Gutshauses wurde 1864 ein neues Herrenhaus errichtet. Es befindet sich heute im Besitz von Eberhard Clamor Freiherr von dem Bussche.

## Naturschutzgebiet
Der ehemalige Gutspark ist heute als Naturschutzgebiet „Streithorst“ (6,9 Hektar groß) ausgewiesen. 